# Instituto Nacional de Educação Física
O Instituto Nacional de Educação Física (1940 — 1975), conhecido pela sigla INEF, foi uma instituição especializada de ensino superior não universitário destinada à formação de docentes de educação física, criada pelo Decreto-Lei n.º 30 279, de 23 de Janeiro de 1940, no âmbito da Reforma Carneiro Pacheco, a profunda reestruturação do sistema educativa português liderada por Carneiro Pacheco, então Ministro da Educação Nacional do regime do Estado Novo. A instituição foi extinta pelo Decreto-Lei n.º 675/75, de 3 de Dezembro, que criou o Instituto Superior de Educação Física de Lisboa, instituição que deu origem à actual Faculdade de Motricidade Humana da Universidade de Lisboa (previamente Universidade Técnica de Lisboa).

## Historial
A instituição foi criada no âmbito da Reforma Carneiro Pacheco pelo Decreto-Lei n.º 30 279, de 23 de Janeiro de 1940, que cria em Lisboa o Instituto Nacional de Educação Física (I. N. E. F.) destinado a estimular e orientar, dentro da missão cooperadora do Estado com a família, e no plano da educação integral estabelecido pela Constituição, o revigoramento físico da população portuguesa. O diploma permitia também a criação de institutos e centros formativos de agentes de ensino de educação física noutras cidades, em especial Coimbra e Porto, com a colaboração das autarquias locais, em tudo sujeitos à jurisdição e orientação técnica do Ministério da Educação Nacional, através do INEF.
O primeiro subdirector do INEF foi António Leal de Oliveira, personalidade que influenciou a sua criação.
A instituição foi instalada em edifício especificamente concebido e construído para o efeito, junto ao Estádio Nacional no vale do Jamor, concelho de Oeiras. As mesmas instalações ainda são utilizadas pela instituição que sucedeu ao INEF, a Faculdade de Motricidade Humana.
A instituição foi extinta pelo Decreto-Lei n.º 675/75, de 3 de Dezembro, que criou o Instituto Superior de Educação Física de Lisboa e o Instituto Superior de Educação Física do Porto e extinguiu o INEF, a Escola de Instrutores de Educação Física de Lisboa e a Escola de Instrutores de Educação Física do Porto.